# Beneath the Shining Water
Beneath the Shining Water è il quinto album della band Dare, uscito nel 2004.

## Tracce
1. Sea of Roses
2. Days Gone By
3. Silent Hills
4. Beneath the Shining Water
5. The Battles That You've Won
6. Allowed to Fall
7. I'll Be the Wind
8. Where Darkness Ends
9. Storm Wind
10. Last Train

## Formazione
- Darren Wharton - voce, tastiera
- Andrew Moore - chitarra
- Richard Dews - chitarra
- Gavin Mart - batteria